# Zeyituna Mohammed
Zeyituna Mohammed (ur. 2 lutego 1996) – etiopska lekkoatletka specjalizująca się w biegach średniodystansowych. 
W 2013 została pierwszą w historii mistrzynią Afryki juniorów młodszych w biegu na 800 metrów.

## Osiągnięcia
| Rok  | Impreza                               | Miejsce | Konkurencja        | Lokata     | Wynik   |
| ---- | ------------------------------------- | ------- | ------------------ | ---------- | ------- |
| 2013 | Mistrzostwa Afryki juniorów młodszych | Warri   | bieg na 800 metrów | 1. miejsce | 2:05,05 |